# Erythrocephalum longifolium
Erythrocephalum longifolium là một loài thực vật có hoa trong họ Cúc. Loài này được Benth. ex Oliv. mô tả khoa học đầu tiên năm 1873.